# 大田垣耕造
大田垣 耕造（おおたがき こうぞう、1949年11月8日 - ）は、アマチュア野球指導者。元東芝野球部監督。広島県尾道市出身。
2000年にはシドニーオリンピック野球日本代表監督を務め、4位まで導いた。

## 来歴・人物

### 高校時代
尾道商ではエースとして、1966年の秋季中国大会決勝で倉敷工を降し優勝。翌1967年の春の選抜に出場。1回戦で三田学園の吉岡邦広投手と投げ合い、乱打戦の末6-10で敗退。同年夏は県予選準決勝に進出するが、広陵高の宇根洋介投手（近大－電電中国）に抑えられ1-2で惜敗。広陵高は甲子園で準優勝。1学年下のチームメートに控え投手の井上幸信がいた。

### 大学・社会人野球
高校卒業後、青山学院大学へ進学し同大学硬式野球部に所属。東都大学野球リーグでは、エースとして二部リーグで69年秋・71年秋の2度優勝するが、入替戦で2回とも東洋大に敗れ、一部昇格はならなかった。二部リーグ通算68試合に登板。1972年に卒業後、社会人野球の東芝入り。1974年の都市対抗では2勝をあげ準決勝に進出するが、新日鐵八幡に敗退。直後に来日したキューバ代表と社会人野球選抜の交流試合にも登板。1978年の都市対抗野球ではエースを黒紙義弘（崇徳－亜大）に譲るが、準決勝で熊谷組に完投勝ち。決勝は黒紙が日本鋼管の木田勇投手に投げ勝ち、チームは初優勝する。翌1979年現役を引退。
1981年からコーチ、助監督を経て1988年監督に就任すると、同年の都市対抗でチームを優勝に導き、日本選手権でも初優勝、二冠を達成する。さらに1991年にも杉山賢人、丹波健二らを擁し都市対抗で優勝、1992年の日本選手権も制し東芝黄金時代を築いた。米国の野球技術書を選手に輪読させるなどで守りの野球を標榜、また勝負の流れを読む術に優れたアマ球界随一の知将と評された。

### 日本代表監督
こうした手腕を買われ1993年、野球全日本代表コーチに就任し1996年、 アトランタオリンピックでの銀メダル獲得に貢献。翌1997年、全日本代表監督に就任。上原浩治、高橋由伸、福留孝介らを擁した第9回IBAFインターコンチネンタルカップではキューバを国際大会151連勝で止め世界一に導いた。
1998年、四カ国国際大会、ハーレム大会、IBAF世界選手権、バンコクアジア大会でも指揮を執り1999年、初のプロ・アマ混成チームの監督に就任。
2000年シドニーオリンピック本戦でも指揮を執った。
現在も全日本アマチュア野球連盟の役員などで活躍している。